# Picardia betsileo
Picardia betsileo is een vlinder uit de familie vedermotten (Pterophoridae). De wetenschappelijke naam van deze soort is voor het eerst geldig gepubliceerd in 1994 door Christian Gibeaux.
De soort komt voor in het Afrotropisch gebied.

## Type
- holotype: "female. 22.III.1955. leg. P. Viette. genitalia preparation Bigot no. M7"
- instituut: MNHN, Parijs, Frankrijk
- typelocatie: "Madagascar, Pays Betsileo, route du Sud, km 302, forêt d'Ambatofitorahana, 1600 m"